# Coriaria japonica
Coriaria japonica là một loài thực vật có hoa trong họ Coriariaceae. Loài này được A.Gray mô tả khoa học đầu tiên năm 1859.